# 衡山国 (楚汉战争)
衡山国，中国楚汉之际的封国。
前206年，项羽分封诸侯，将楚国一分为四，以自己为西楚霸王，以共敖为临江王，以英布为九江王，吴芮为衡山王，都城在邾县（今湖北省黄冈市）。前202年正月，刘邦以吴芮为长沙王，国都临湘（今湖南省长沙市），衡山国故地归属淮南国。